# Dulces Diablitos
Dulces Diablitos es un grupo de ska, procedente de Argentina. Lograron obtener cierto reconocimiento dentro de la escena musical argentina, llegando a compartir escenario con León Gieco, Intoxicados, Las Pelotas, Los Calzones, Satélite Kingston, Karamelo Santo y Fidel Nadal, entre otros. Además de contar en un show propio con la participación estelar de músicos como Charly García y Flavio Cianciarulo.

## Historia
Dulces diablitos se formó a fines de 1999. Con el ska como eje musical, iniciaron al año siguiente sus presentaciones en vivo, que les fueron aumentando considerablemente su popularidad.
Para el año 2000 los Diablitos ya eran reconocidos dentro del circuito under. En ese momento el grupo estaba listo para entrar a estudio, con la colaboración de Juan Velázquez como productor, pero la deserción de algunos integrantes desmoralizó y frenó este proyecto.
Aunque la banda no dejó de tocar, se paró por completo la producción del disco. El hecho de reafirmar la formación e incluir nuevos integrantes, lleno de optimismo a esta banda joven con ganas de tocar. Los nuevos temas compuestos en esta etapa, con una influencia más jamaiquina, requerían de una voz femenina, así es como se decide incluir una nueva cantante.
En el año 2002 lanzaron su sencillo "Ska simple", con gran aceptación en el circuito de ferias y fanzines. Llegando a formar parte de diversos compilados.
Con el tiempo, la banda acrecentó su público, aumentó las fechas y emprendió mini giras generando aún más expectativa. De esta forma, en el 2004 editaron "Infierno en el trópico", su primer disco, el cual cuenta con la participación de invitados como Willy Crook y Goy. El corte difusión fue "Ruge como un león".
En el 2010, ya consolidados como uno de los grupos más importantes del ska argentino, lanzan su segundo disco, "Frutos de exportación". Siempre dentro del mismo estilo, tiene varios invitados, como Flavio Cianciarulo y Sergio Rotman

## Miembros
- Virginia Schlesinger, voz
- Diego Sánchez, voz
- Adrián Alarcón, trompeta
- Miguel Gauna, teclado
- Pablo Zolezzi, guitarra
- Máximo Agotegaray, percusión
- Luis Conde, bajo
- Leonardo Cullari, saxo
- Edgardo Petliuk, batería

### Miembros pasados
- Lucas Becerra, batería / percusión

## Discografía

### Álbumes
- 2004: Infierno en el trópico.
- 2010: Frutos de exportación.

### Sencillos
- 2002: "Ska simple".